# Evo 2017
Le 2017 Evolution Championship Series, communément appelé Evo 2017, est un événement de sport électronique qui a eu lieu à Las Vegas du 14 au 16 juillet 2017. C'était le vingt-et-unième épisode de l'Evo.
L'événement proposait des tournois de nombreux jeux de combat, parmi lesquels Street Fighter V, Tekken 7, et Injustice 2. Plus de 10 000 personnes se sont inscrites à l'événement, et deux fois plus de joueuses et joueurs se sont inscrits au tournoi de Tekken 7 que l'an passé.

## Site
Contrairement à l'Evo 2016 qui s'était déroulé à deux endroits différents, l'Evo 2017 a eu lieu au Mandalay Bay durant les trois jours de l'événement.
Les deux premiers jours de l'événement se sont déroulés au sein du Mandalay Bay Convention Center, tandis que le dernier jour s'est déroulé dans le Mandalay Bay Events Center, comme en 2016.

## Jeux
Les neuf jeux présents à l'Evo 2017 ont été annoncés en janvier 2017 au cours d'une annonce spéciale diffusée en direct sur la plateforme Twitch durant laquelle Joey Cuellar, cofondateur de l'événement, a abordé l'inclusion de chacun des jeux. La liste des jeux présents à l'Evo 2017 était constituée de nouvelles sorties (BlazBlue: Central Fiction, The King of Fighters XIV, et Injustice 2), de jeux actuels et des jeux récemment mis à jour (Guilty Gear Xrd REV 2, qui a remplacé Guilty Gear Xrd -REVELATOR-),. Pour la communauté de Super Smash Bros., cette édition de l'Evo a apporté un grand changement : les finales de Super Smash Bros. Melee ont eu lieu le samedi aux heures de grande écoute au lieu du dimanche. Les joueuses et joueurs ont eu l'occasion de choisir le dernier jeu présent : c'est Ultimate Marvel vs. Capcom 3 qui a remporté la neuvième place, grâce aux donations de la communauté pour l'association Make-A-Wish via le site Generosity.com. Les trois autres jeux étaient Street Fighter V, Super Smash Bros. for Wii U, et Tekken 7.
Lors d'une interview auprès d'Amanda Stevens de PVP Live, James Chen, commentateur et ancien joueur de Super Street Fighter II Turbo, a exprimé son avis partagé concernant la liste des jeux : il était satisfait de la présence simultanée de Guilty Gear et Blazblue, mais il a critiqué le choix des joueuses et joueurs pour le neuvième jeu. Pokkén Tournament n'a pas remporté le vote des joueuses et joueurs, mais il est arrivé deuxième parmi les jeux présents. Ainsi, Joey Cuellar a offert 10 000 $ qui ont contribué aux récompenses de différents tournois du jeu.

### Événements parallèles
Comme lors des deux années précédentes, AnimEVO, la série de tournois parallèles dédiée aux jeux de combat qualifiés de air dashers, était présente à l'Evo 2017. Plus de seize jeux étaient présents, parmi lesquels Catherine, Gundam Versus, Puyo Puyo Tetris, Guilty Gear XX Accent Core Plus R, Under Night In-Birth EXE: Late, ainsi que d'anciens jeux présents à l'Evo : Persona 4 Arena Ultimax et Pokkén Tournament,. Cet événement a reçu un soutien remarquable de la part de Bandai Namco, Sega, et d'autres développeurs. La doubleuse Kana Ueda a participé à l'événement et est arrivée 5e au tournoi de Gundam Versus. D'autres événements parallèles ont eu lieu pendant l'Evo, par exemple pour Super Street Fighter II Turbo, Project M et le jeu à venir Dragon Ball FighterZ.

## Participants et participantes
L’Evo a toujours été le tournoi de jeux vidéo recueillant le plus de personnes inscrites, notamment car les inscriptions sont libres. Les inscriptions pour l’Evo 2017 ont été closes le premier juillet. Joey « Mr. Wizard » Cuellar a annoncé les nombres de personnes inscrites finaux le jour même. Les trois jeux qui avaient recueilli le plus de personnes inscrites l’année précédente (Street Fighter V, Super Smash Bros. for Wii U et Super Smash Bros. Melee) ont tous vu leur nombre de personnes inscrites diminuer lors de l’édition de 2017, en passant respectivement de 5 107 à 2 622, de 2 662 à 1 515 et de 2 372 à 1 435 personnes inscrites,. En contraste, le nombre de personnes inscrites pour le tournoi Tekken 7 a doublé, avec plus de 1 200 personnes inscrites. Cette hausse a été généralement attribuée à la sortie des versions consoles du titre.
Plus de 10 000 joueuses et joueurs ont participé à l’Evo 2017.

## Diffusion
Aux États-Unis, le 16 juillet, Kevin Lopes a annoncé que ESPN2 diffuserait à nouveau les finales des tournois de Street Fighter V : « Cette finale promet un niveau de compétition fascinant, et nous sommes impatients de diffuser cet événement pour les fans ». Sur la chaîne de télévision américaine Disney XD, les finales de Street Fighter V susmentionnées ainsi que les finales de Super Smash Bros. for Wii U ont été diffusées, dans le cadre du lancement de D|XP, le bloc d’émissions dont le thème principal était les jeux vidéo,.
Comme tous les ans, l’événement était diffusé via la plateforme de diffusion Twitch.tv. En plus des six chaînes gérées par l’Evo qui ont couvert l’ensemble de l’événement tout le weekend, Capcom, Namco et NetherRealm Studios ont respectivement diffusé d'autres matchs de Street Fighter V, de Tekken 7 et d’Injustice 2,.
Durant les phases finales de Street Fighter V, Ryota « Kazunoko » Inoue a été forcé par ESPN2 à changer de costume pour Cammy pendant son match contre Du « NuckleDu » Dang : la chaîne a estimé que le costume par défaut du personnage était « trop sexy » pour leur programme,.

## Révélations
Un jour avant le début de l’Evo 2017, SNK a annoncé le portage de Samurai Shodown V Special sur PlayStation 4 et PlayStation Vita. Durant l’événement, une version bêta du jeu était jouable sur le stand de SNK,.
Le premier jour de l’événement, Capcom a révélé, pour Street Fighter V, trois costumes nostalgiques (pour Alex, Ibuki et Juri) ainsi le stage classique de Ryu dans Street Fighter II, Suzaku Castle. Capcom a également révélé le nouveau stage Ring of Pride ainsi que le nouveau costume de Guile créé par Du « NuckleDu » Dang, champion de la Capcom Cup 2016.
Peu après les finales d’Ultimate Marvel vs. Capcom 3, Peter « Combofiend » Rosas (qui travaillait alors pour Capcom) a révélé le personnage de Jedah dans Marvel vs. Capcom: Infinite au cours d’un match contre le finaliste de Street Fighter V Ryan « Filipino Champ » Ramirez,,. Après les finales de BlazBlue: Central Fiction, Toshimichi Mori de Arc System Works est monté sur la scène du Mandalay Bay pour révéler le personnage Jubei en contenu téléchargeable du jeu BlazBlue: Central Fiction. Mori a également annoncé BlazBlue: Cross Tag Battle, un jeu de combat crossover entre BlazBlue, Persona 4 Arena, Under Night In-Birth, et RWBY,. Fighting EX Layer, le mystérieux jeu de combat développé par Arika dont on ne savait alors pas le nom, a été présenté dans une bande-annonce avant les finales de Tekken 7. La bande-annonce annonçait la présence dans le jeu de Skullomania et de Darun Mister, deux personnages de Street Fighter EX,. Entre les finales de Tekken 7 et de Super Smash Bros. for Wii U, Bandai Namco a montré pour la première fois des séquences de Dragon Ball FighterZ où l’on pouvait voir Trunks combattre. L’éditeur a également annoncé le lancement pour 2017 d’une bêta dans laquelle neuf personnages seraient jouables. Immédiatement après, Katsuhiro Harada et Michael Murray ont dévoilé le personnage de Geese Howard, invité spécial de Tekken 7 en contenu téléchargeable. Avant le début des finales de Street Fighter V, Yoshinori Ono est monté sur scène pour annoncer le prochain personnage en contenu téléchargeable pour la saison 2 de Street Fighter V, Abigail du jeu Final Fight,.
Avant les finales de Street Fighter V, l'équipe de l’Evo a annoncé les dates de l’Evo Japan 2018 : du 26 au 28 janvier.

## Résumé des tournois

### Street Fighter V

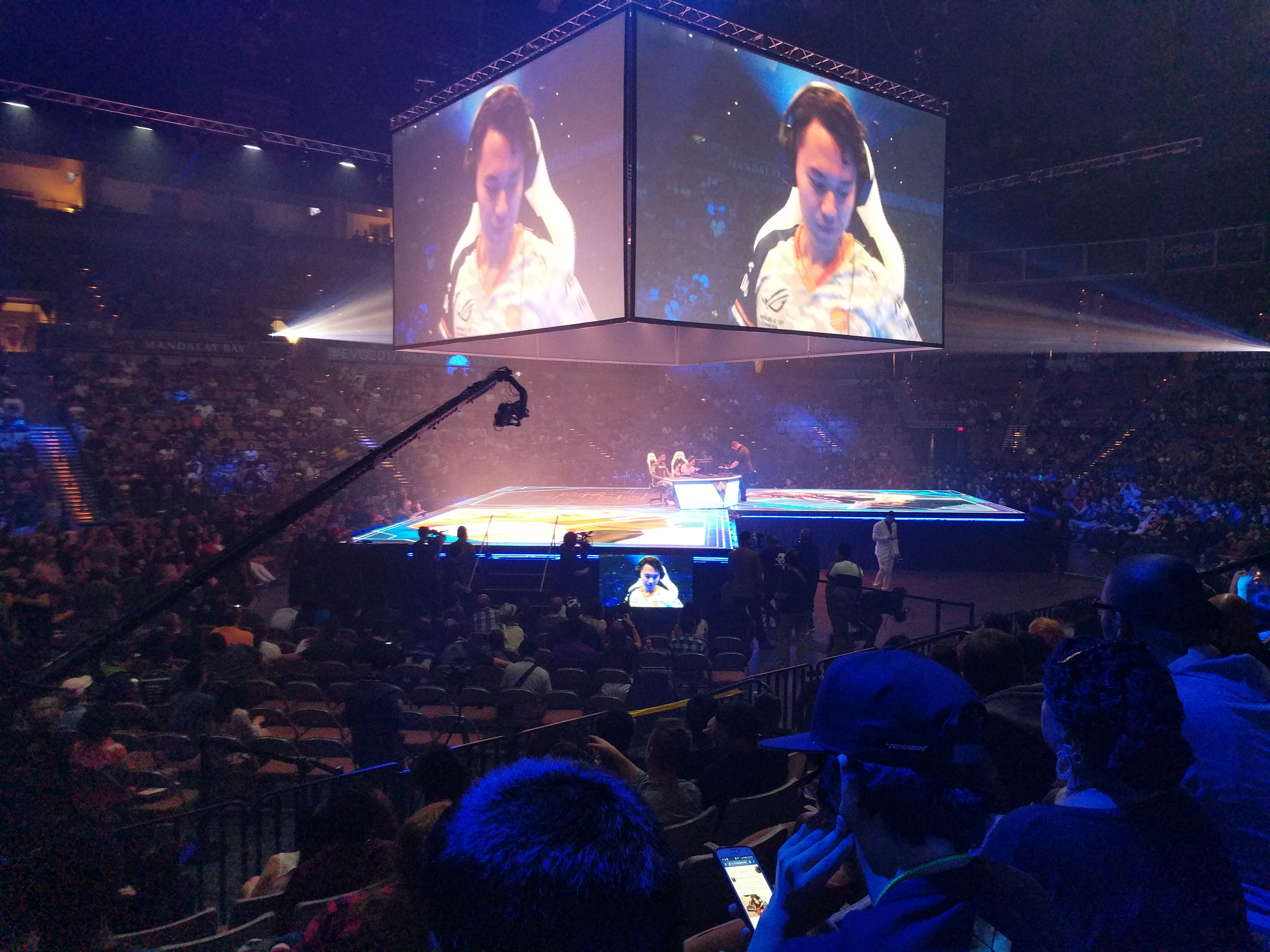
Le Mandalay Bay Events Center avant les grandes finales de Street Fighter V ; une image de Tokido est projetée.

Pour la seconde année consécutive, c’est le tournoi de Street Fighter V qui a clos l’événement sur la grande scène,. Ryota « Kazunoko » Inoue a réalisé une performance remarquable en arrivant 3e ; il a ainsi participé à deux top 8 pendant l’événement. Hiromiki « Itabashi Zangief » Kumada est arrivé 4e ; Kazunoko et Itabashi Zangief ont tous deux été envoyés en losers bracket par Victor « Punk » Woodley, qui a ensuite fini 2e. De nombreux personnages ont été joués durant les finales, comme Karin, Nash, Cammy, Zangief, et Akuma.
Les grandes finales ont opposé le Japonais Hajime « Tokido » Taniguchi et l’Américain Victor « Punk » Woodley. Tokido a remporté les deux premières manches, notamment en utilisant la provocation de Akuma pour mettre K.O. la Karin de Punk,. Tokido, grâce à sa pression continuelle, son okizeme et son jeu de projectiles, a réinitialisé le bracket 3-1 avant de vaincre Punk 3-0, devenant ainsi le champion de Street Fighter V à l’Evo 2017. Tokido a reçu 35 000 $ pour cette victoire qui lui a alors permis de monter deuxième dans le classement Capcom Pro Tour 2017. Cette victoire représente également son troisième trophée Evo : le premier était celui de Capcom vs. SNK 2 en 2002, et le deuxième celui de Super Street Fighter II Turbo en 2007.
PC Gamer a décrit la grande finale entre Tokido, 32 ans, et Punk, 18 ans, comme la rencontre entre « un vétéran et un jeune prometteur ». James Chen, l’un des commentateurs Twitch, a fondu en larmes après les finales en remerciant la communauté des jeux de combat pour la passion et le soutien qu'elle a montrés à l’égard des différents tournois.

### Super Smash Bros. for Wii U
Même en prenant la place de Melee le dimanche, Super Smash Bros. for Wii U a vu son nombre de personnes inscrites diminuer par rapport à 2016. Le nombre de personnes inscrites pour Super Smash Bros. for Wii U était malgré tout le deuxième le plus élevé de l’Evo 2017, derrière Street Fighter V. Il y a eu beaucoup de victoires inattendues durant le tournoi de Super Smash Bros. for Wii U : Elliot « Ally » Carroza-Oyarce et Takuto « Kameme » Ono, respectivement champion et finaliste de l’Evo 2016, ont tous deux été éliminés avant les demi-finales. Finalement, malgré la présence de sept joueurs de Bayonetta parmi le top 32, seul un joueur du personnage controversé est arrivé en phases finales, et chaque joueur du top 8 jouait un personnage différent. Le Chilien Gonzalo « ZeRo » Barrios, champion de l’Evo 2015, a battu 3-2 le joueur vétéran Larry « Larry Lurr » Holland en finale des gagnants après avoir perdu les deux premières parties. Saleem « Salem » Young, après avoir été envoyé en losers bracket par Larry Lurr, a battu Kengo « KEN » Suzuki en quart de finale des perdants, Gavin « Tweek » Dempsey en semi-finale des perdants, puis a vaincu Larry Lurr 3-1 en finale des perdants. Salem a poursuivi sa remontée et a gagné le tournoi, en réinitialisant le bracket 3-2 contre ZeRo avant de gagner le second set des grandes finales 3-2.

### Tekken 7
Ce fut la troisième année consécutive que Tekken 7 était présent à l’Evo, et la première fois depuis la sortie du jeu sur console. 1 200 personnes se sont affrontées pour une qualification aux phases finales du Tekken World Tour. La Corée du Sud était la région la plus représentée lors des phases finales, avec quatre joueurs sud-coréens dans le top 8. Sang-hyeon « JEOnnding » Jeon a fini cinquième, tandis que Jae-min « Knee » Bae, Jin-woo « Saint » Choi, et Hyun-jin « JDCR » Kim, qui ont tous été champion de l’Evo une fois ou plus, ont respectivement fini 1er, 2e et 3e. JDCR a remporté la grande finale, qui opposait deux membres de l’équipe Echo Fox, et a ainsi remporté son deuxième trophée Evo. Il avait remporté son dernier titre en 2014 sur Tekken Tag Tournament 2,.

### BlazBlue: Central Fiction
Même si le nombre de personnes inscrites pour BlazBlue: Central Fiction n’était pas aussi élevé que le nombre de personnes inscrites pour son semblable Guilty Gear Xrd REV 2, les finales n’ont pas déçu. C’est un des jeux de combat les plus populaires au Japon ; le top 8 était d’ailleurs entièrement constitué de Japonais. Les grandes finales ont opposé Shoji « Fenrich » Sho et Ryusei Ito, qui ont joué Jin et Carl respectivement. Tous deux se sont rencontrés de nombreuses fois à d’autres tournois et se connaissent de longue date. Fenrich, du côté des perdants, a réussi à réinitialiser le bracket ; cependant, c’est Ryusei qui a remporté la partie décisive de l’événement, en gagnant la dernière manche 3-2,.

### Ultimate Marvel vs. Capcom 3
Beaucoup ont considéré les finales de Ultimate Marvel vs. Capcom 3 à l’Evo 2017 comme le chant du cygne du jeu. Christopher « NYChrisG » Gonzalez, le tenant du titre, est arrivé deuxième, en perdant contre Rene « RyanLV » Romero, lui aussi un joueur de Morrigan. RyanLV a prévalu en grandes finales grâce à l’unique synergie de Chun-Li, Morrigan et Phoenix ; un style qui reposait lourdement sur le jeu offensif, en contraste avec le jeu défensif de NYChrisG,. Le Canadien Jose « Quackbot » Aldape (inscrit sous le nom de PC Marvel God) est arrivé troisième, à la surprise de beaucoup ; il a remporté des victoires renversantes contre de nombreux favoris, parmi lesquels Ichihara Takumi, Kenneth « K-Brad » Bradley, Vineeth « ApologyMan » Meka, Justin Wong et Raynel « RayRay » Hidalgo.

### Super Smash Bros. Melee
Même si les finales ont eu lieu samedi, le tournoi de Super Smash Bros. Melee a suscité autant d’engouement que les années précédentes. Un des résultats les plus surprenants a été la victoire de Ryan « The Moon » Coker-Welch contre William « Leffen » Hjelte, l’un des favoris de la foule, dans le match de qualification au top 8 du losers bracket. Adam « Armada » Lindgren a battu Joseph « Mango » Marquez en finale des gagnants 3-0, envoyant ce dernier en finale des perdants. Mango a ensuite éliminé Juan « Hungrybox » Debiedma, le tenant du titre, après cinq parties serrées. En grande finale, Armada a gagné 3-1, ce qui lui a valu son second titre de champion de l’Evo,,.

### Injustice 2
Injustice 2, pour sa première année à l’Evo, a eu un dénouement surprenant. Le joueur d’Echo Fox Dominique « SonicFox » McLean était le favori de l’événement, mais il a été vaincu par le Flash de Tim « HoneyBee » Commandeur en winners bracket, puis par la Catwoman d’Andrew « Semiij » Fontanez en losers bracket, ce qui lui a valu une cinquième place. La grande finale a opposé HoneyBee et Ryan « Dragon » Walker, qui s’étaient déjà rencontrés en finale des gagnants. Dragon a vaincu le Flash de HoneyBee avec Aquaman, son personnage secondaire. De nombreux personnages étaient joués tout au long de l’événement : Atrocitus, Catwoman, Poison Ivy, Batman, Black Adam, Brainiac, Flash et Aquaman ont été représentés,. La plupart des erreurs commises en finales ont été attribuées au fait que le jeu n’était sorti que deux mois avant l’événement.

### The King of Fighters XIV
Tout comme lors des années précédentes, lors desquelles la série King of Fighters était présente avec le treizième volet, le top 8 du tournoi de King of Fighters XIV a été très cosmopolite : six pays différents étaient représentés. De nombreuses victoires renversantes ont eu lieu : notamment, le champion de l’Evo 2013 et le champion du monde de KOF XIV, Reynald Tacsuan et Murakami « M’ » Masanobu, ont respectivement été éliminés par Chia-Chen « ZJZ » Tseng et Ruber « Pako » Partida. Finalement, le Taïwanais Chia-Hung « E.T. » Lin, arrivé troisième lors de l’Evo 2014, a remporté le titre en battant le Chinois Zhuojun « Xiao Hai » Zeng 3-2. Il a ainsi remporté 60 % du prix du tournoi, soit environ 8 400 $,. Sa victoire fut attribuée à son choix de personnage inhabituel, Goro Daimon.

## Récompenses
Le tournoi de Street Fighter V, qui faisait partie du Capcom Pro Tour, a reçu 50 000 $ de récompense. SNK et Atlus ont fourni 14 000 $ supplémentaires pour les récompenses de The King of Fighters XIV. Injustice 2, qui faisait partie du Injustice 2 Pro Series de la Ligue de sport électronique a reçu 50 000 $ de récompense. Arc System Works et Aksys Games ont fourni 10 000 $ pour les récompenses de Guilty Gear Xrd REV 2 et BlazBlue: Central Fiction. Bandai Namco a également fourni 15 000 $ pour les récompenses des phases finales de Tekken 7 dans le cadre de la Tekken World Tour Season 2017.
Le tournoi de Ultimate Marvel vs. Capcom 3, pour avoir récolté le plus de dons lors de la campagne de Make-A-Wish, a reçu 10 000 $ de récompense.

## Controverses
Lors de la rencontre entre Juan « Hungrybox » Debiedma et Zac « SFAT » Cordoni en quarts de finale des gagnants, les deux joueurs ont reçu un carton jaune : entre deux parties, Debiedma a appelé son coach, Luis « Captain Crunch » Rosias pour qu'il lui donne des conseils, puis Gordon « G$ » Connell a fait semblant de donner des conseils à Cordoni pour se moquer de Debiedma. Joey « Mr. Wizard » Cuellar a estimé que les deux joueurs avaient violé la règle interdisant les coachs après les matchs de pools, et a donc décidé que le match était toujours valide,.

## Résultats
| Street Fighter V | Street Fighter V | Street Fighter V      | Street Fighter V | Street Fighter V |
| Place            | Joueur           | Pseudo                | Personnage(s)    |                  |
| ---------------- | ---------------- | --------------------- | ---------------- | ---------------- |
| 1er              | Hajime Taniguchi | Tokido                | Akuma            |                  |
| 2e               | Victor Woodley   | PG\|Punk              | Karin, Nash      |                  |
| 3e               | Ryota Inoue      | GGP\|Kazunoko         | Cammy            |                  |
| 4e               | Hiromiki Kumada  | DNG\|Itabashi Zangief | Zangief          |                  |
| 5e               | Naoki Nakayama   | Moke                  | Rashid           |                  |
| 5e               | Du Dang          | Liquid\|NuckleDu      | Guile, R. Mika   |                  |
| 7e               | Joe Egami        | GRPT\|MOV             | Chun-Li          |                  |
| 7e               | Ryan Ramirez     | SPY\|Filipino Champ   | Dhalsim          |                  |

| Super Smash Bros. for Wii U | Super Smash Bros. for Wii U | Super Smash Bros. for Wii U | Super Smash Bros. for Wii U | Super Smash Bros. for Wii U |
| Place                       | Joueur                      | Pseudo                      | Personnage(s)               |                             |
| --------------------------- | --------------------------- | --------------------------- | --------------------------- | --------------------------- |
| 1er                         | Saleem Young                | MVG\|Salem                  | Bayonetta                   |                             |
| 2e                          | Gonzalo Barrios             | TSM\|ZeRo                   | Diddy Kong                  |                             |
| 3e                          | Larry Holland               | MSF]\|Larry Lurr            | Fox                         |                             |
| 4e                          | Gavin Dempsey               | P1\|Tweek                   | Cloud, Donkey Kong          |                             |
| 5e                          | Nairoby Quezada             | NRG\|Nairo                  | Samus sans armure, Bowser   |                             |
| 5e                          | Kengo Suzuki                | KEN                         | Sonic                       |                             |
| 7e                          | James Makekau-Tyson         | CLG\|VoiD                   | Sheik                       |                             |
| 7e                          | Samuel Buzby                | RNG\|Dabuz                  | Harmonie & Luma             |                             |

| Tekken 7 | Tekken 7        | Tekken 7         | Tekken 7                                | Tekken 7 |
| Place    | Joueur          | Pseudo           | Personnage(s)                           |          |
| -------- | --------------- | ---------------- | --------------------------------------- | -------- |
| 1er      | Hyun-jin Kim    | FOX\|JDCR        | Heihachi, Dragunov                      |          |
| 2e       | Jin-woo Choi    | FOX\|Saint       | Jack-7                                  |          |
| 3e       | Jae-min Bae     | Knee             | Bryan, Feng, Dragunov, Steve, Devil Jin |          |
| 4e       | Miyabe Taisei   | Taisei           | Steve                                   |          |
| 5e       | Hoa Luu         | Streamme\|Anakin | Jack-7                                  |          |
| 5e       | Sang-hyeon Jeon | JEOndding        | Lucky Chloe, Eddy                       |          |
| 7e       | Aoki Takehiko   | Yamasa\|Take     | Kazumi, Bryan                           |          |
| 7e       | Michael Khieu   | Suiken           | Eliza                                   |          |

| BlazBlue: Central Fiction | BlazBlue: Central Fiction | BlazBlue: Central Fiction | BlazBlue: Central Fiction | BlazBlue: Central Fiction |
| Place                     | Joueur                    | Pseudo                    | Personnage(s)             |                           |
| ------------------------- | ------------------------- | ------------------------- | ------------------------- | ------------------------- |
| 1er                       | Ryusei Ito                | Ryusei                    | Carl                      |                           |
| 2e                        | Shoji Sho                 | Fenrich                   | Jin                       |                           |
| 3e                        | Fumihiko Yokobori         | Fumi                      | Nine                      |                           |
| 4e                        | Tatsuro Fujiyoshi         | iGS\|Kaibutsukun          | Izanami, Nine             |                           |
| 5e                        | Yuji Sasaki               | TokyoVe\|Souji            | Arakune                   |                           |
| 5e                        | Satoshi Kawai             | Tochigin                  | Azrael                    |                           |
| 7e                        | Ryuji Utsumi              | DoraBang                  | Bang, Mu-12               |                           |
| 7e                        | Takao Nao                 | Mt. Takao                 | Rachel                    |                           |

| Ultimate Marvel vs. Capcom 3 | Ultimate Marvel vs. Capcom 3 | Ultimate Marvel vs. Capcom 3 | Ultimate Marvel vs. Capcom 3                                                                         | Ultimate Marvel vs. Capcom 3 |
| Place                        | Joueur                       | Pseudo                       | Personnage(s)                                                                                        |                              |
| ---------------------------- | ---------------------------- | ---------------------------- | --- | ---------------------------- |
| 1er                          | Rene Romero                  | SPY\|RyanLV                  | Chun-Li/Morrigan/Phoenix                                                                             |                              |
| 2e                           | Christopher Gonzalez         | EG\|NYChrisG                 | Morrigan/Docteur Fatalis/Vergil                                                                      |                              |
| 3e                           | Jose Aldape                  | PC Marvel God (Quackbot)     | Magnéto/Docteur Fatalis/Phoenix                                                                      |                              |
| 4e                           | Luis Cervantes               | Paradigm                     | Haggar/Dormammu/Docteur Fatalis, Arthur/Rocket Raccoon/Haggar, Haggar/Rocket Raccoon/Docteur Fatalis |                              |
| 5e                           | Joey D'alessandro            | JoeyD                        | Zero/Docteur Fatalis/Vergil                                                                          |                              |
| 5e                           | Hasson Stimphil              | KPB\|Prodigy                 | Magnéto/Docteur Fatalis/Phoenix                                                                      |                              |
| 7e                           | Eddie Mu                     | GB\|NotEnoughDamage          | Zero/Docteur Fatalis/Vergil                                                                          |                              |
| 7e                           | David Santiago               | NoLife                       | Zero/Dante/Vergil                                                                                    |                              |

| Super Smash Bros. Melee | Super Smash Bros. Melee | Super Smash Bros. Melee | Super Smash Bros. Melee  | Super Smash Bros. Melee |
| Place                   | Joueur                  | Pseudo                  | Personnage(s)            |                         |
| ----------------------- | ----------------------- | ----------------------- | ------------------------ | ----------------------- |
| 1er                     | Adam Lindgren           | [A]\|Armada             | Peach                    |                         |
| 2e                      | Joseph Marquez          | C9\|Mango               | Fox, Falco               |                         |
| 3e                      | Juan Debiedma           | Liquid\|Hungrybox       | Rondoudou                |                         |
| 4e                      | Jason Zimmerman         | FOX.MVG\|Mew2King       | Marth, Fox, Sheik, Peach |                         |
| 5e                      | Joey Aldama             | Lucky                   | Fox                      |                         |
| 5e                      | Justin McGrath          | PG\|Plup                | Sheik, Fox               |                         |
| 7e                      | Ryan Coker-Welch        | MSF]\|The Moon          | Marth                    |                         |
| 7e                      | Zac Cordoni             | CLG\|SFAT               | Fox                      |                         |

| Injustice 2 | Injustice 2             | Injustice 2         | Injustice 2               | Injustice 2 |
| Place       | Joueur                  | Pseudo              | Personnage(s)             |             |
| ----------- | ----------------------- | ------------------- | ------------------------- | ----------- |
| 1er         | Ryan Walker             | Noble\|Dragon       | Aquaman, Poison Ivy       |             |
| 2e          | Tim Commandeur          | cR\|HoneyBee        | Flash, Aquaman            |             |
| 3e          | Jivan Karapetian        | FOX\|Theo           | Superman                  |             |
| 4e          | Andrew Fontanez         | Noble\|Semiij       | Catwoman                  |             |
| 5e          | Dominique McLean        | FOX\|SonicFox       | Red Hood, Black Adam      |             |
| 5e          | Alexandre Dubé-Bilodeau | PG\|Hayatei         | Robin, Batman             |             |
| 7e          | Sayed Hashim Ahmed      | NASR\|Tekken Master | Atrocitus, Brainiac       |             |
| 7e          | Daris Daniel            | T7G\|DR Gross       | Green Lantern, Black Adam |             |

| Guilty Gear Xrd REV 2 | Guilty Gear Xrd REV 2 | Guilty Gear Xrd REV 2 | Guilty Gear Xrd REV 2 | Guilty Gear Xrd REV 2 |
| Place                 | Joueur                | Pseudo                | Personnage(s)         |                       |
| --------------------- | --------------------- | --------------------- | --------------------- | --------------------- |
| 1er                   | Omito Hashimoto       | KSB\|Omito            | Johnny                |                       |
| 2e                    | Drapeau du Japon      | /r/Kappa\|T5M7        | Leo                   |                       |
| 3e                    | Tezuka Kazuyoshi      | Summit                | Chipp                 |                       |
| 4e                    | Drapeau du Japon      | Nage                  | Faust                 |                       |
| 5e                    | Ryota Inoue           | GGP\|Kazunoko         | Raven                 |                       |
| 5e                    | Kazumitsu Ippongi     | PurePure              | Jack-O'               |                       |
| 7e                    | Hikaru Sato           | 310                   | Venom                 |                       |
| 7e                    | Fukuda Norihiro       | Teresa                | Jam                   |                       |

| The King of Fighters XIV | The King of Fighters XIV | The King of Fighters XIV | The King of Fighters XIV                                                                     | The King of Fighters XIV |
| Place                    | Joueur                   | Pseudo                   | Personnage(s)                                                                                |                          |
| ------------------------ | ------------------------ | ------------------------ | -------------------------------------------------------------------------------------------- | ------------------------ |
| 1er                      | Chia-Hung Lin            | HuomaoTV\|E.T.           | Leona/Daimon/Benimaru, Clark/Benimaru/Daimon, Billy/Leona/Benimaru, Meitenkun/Benimaru/Leona |                          |
| 2e                       | Zhuojun Zeng             | DouyuTV\|Xiao Hai        | Kula/Benimaru/Iori, Robert/Kula/Iori                                                         |                          |
| 3e                       | Luis Martinez            | KCO\|Luis Cha            | Andy/Mai/Muimui                                                                              |                          |
| 4e                       | Chia-Chen Tseng          | HuomaoTV\|ZJZ            | Benimaru/Mature/Athena, Meitenkun/Yuri/Mature, Yuri/Mature/Leona, Athena/Yuri/Mature         |                          |
| 5e                       | Waqas Ali                | GCCM\|WhiteAshX          | Nakoruru/Yuri/Athena, Mian/Yuri/Athena                                                       |                          |
| 5e                       | Ruber Partida            | TC\|Pako                 | Meitenkun/Luong/Muimui, Meitenkun/Luong/Mai                                                  |                          |
| 7e                       | Reynald Tacsuan          | AS\|Reynald              | Gang-il/Geese/Meitenkun, Mian/Benimaru/Robert                                                |                          |
| 7e                       | Murakami Masanobu        | Sanwa\|M'                | Kula/Benimaru/Iori                                                                           |                          |